# Leroy Hood
Leroy Edward Hood (Missoula, 10 de outubro de 1938) é um biólogo americano. Recebeu o prêmio Russ de 2011, "por revolucionar a biomedicina e a ciência forense com a automatização do sequenciamento de DNA" e em 2003 o prêmio Lemelson–MIT, por inventar "quatro instrumentos que desvendaram muitos dos mistérios da biologia humana" por auxiliarem a decodificar o genoma. Hood também ganhou em 2002 o prêmio Kyoto por Tecnologia Avançada e em 1987 o Prêmio Albert Lasker de Pesquisa Médica Básica. As invenções desenvolvidos sob sua liderança incluem o sequenciador de DNA automatizado e uma ferramenta automatizada para a síntese de DNA. Hood é co-fundador do Institute for Systems Biology.